# Battenoord
Battenoord is een gehucht in de gemeente Goeree-Overflakkee. Het ligt centraal op het eiland Overflakkee, in de Nederlandse provincie Zuid-Holland. 

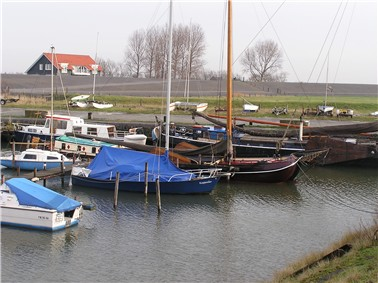
De haven van Battenoord

Het gehucht ligt ook aan de dijk met het Grevelingenmeer, een zoutwatermeer bezocht door verschillende watervogels zoals grauwe ganzen, rotganzen, scholeksters en grote zaagbekken.
Vlak naast de jachthaven overwintert jaarlijks een kolonie flamingo's. Deze zijn vanaf de dijk goed te zien.
Naast de vaste bewoners verblijven er vooral gedurende de zomer gasten op de diverse campings. Er is een aangelegd bos met een kreek en een kleine haven voor pleziervaartuigen.
Battenoord speelt een belangrijke rol in het boek Oosterschelde; Windkracht 10 van Jan Terlouw.

## Dorpen in de buurt
Herkingen, Dirksland, Middelharnis, Nieuwe-Tonge, Sommelsdijk en Stad aan 't Haringvliet.